# I Feel Alright
I Feel Alright è il sesto album in studio del cantautore statunitense Steve Earle, pubblicato nel 1996.

## Tracce
Testi e musiche di Steve Earle.
1. Feel Alright – 3:04
2. Hard-Core Troubadour – 2:41
3. More Than I Can Do – 2:37
4. Hurtin' Me, Hurtin' You – 3:21
5. Now She's Gone – 2:48
6. Poor Boy – 2:55
7. Valentine's Day – 2:59
8. The Unrepentant – 4:31
9. CCKMP – 4:30
10. Billy and Bonnie – 3:39
11. South Nashville Blues – 2:28
12. You're Still Standin' There – 3:24